# Oldřiš
Oldřiš (en allemand : Ullersdorf) est une commune du district de Svitavy, dans la région de Pardubice, en République tchèque. Sa population s'élevait à 664 habitants en 2024.

## Géographie
Oldřiš se trouve à 6 km à l'ouest de Polička, à 21 km à l'ouest-sud-ouest de Svitavy, à 46 km au sud-est de Pardubice et à 132 km à l'est-sud-est de Prague.
La commune est limitée par Lubná au nord, par Široký Důl et Kamenec u Poličky à l'est, par Sádek et Telecí au sud, et par Borová à l'ouest.

## Histoire
La première mention écrite du village date de 1349.

## Galerie

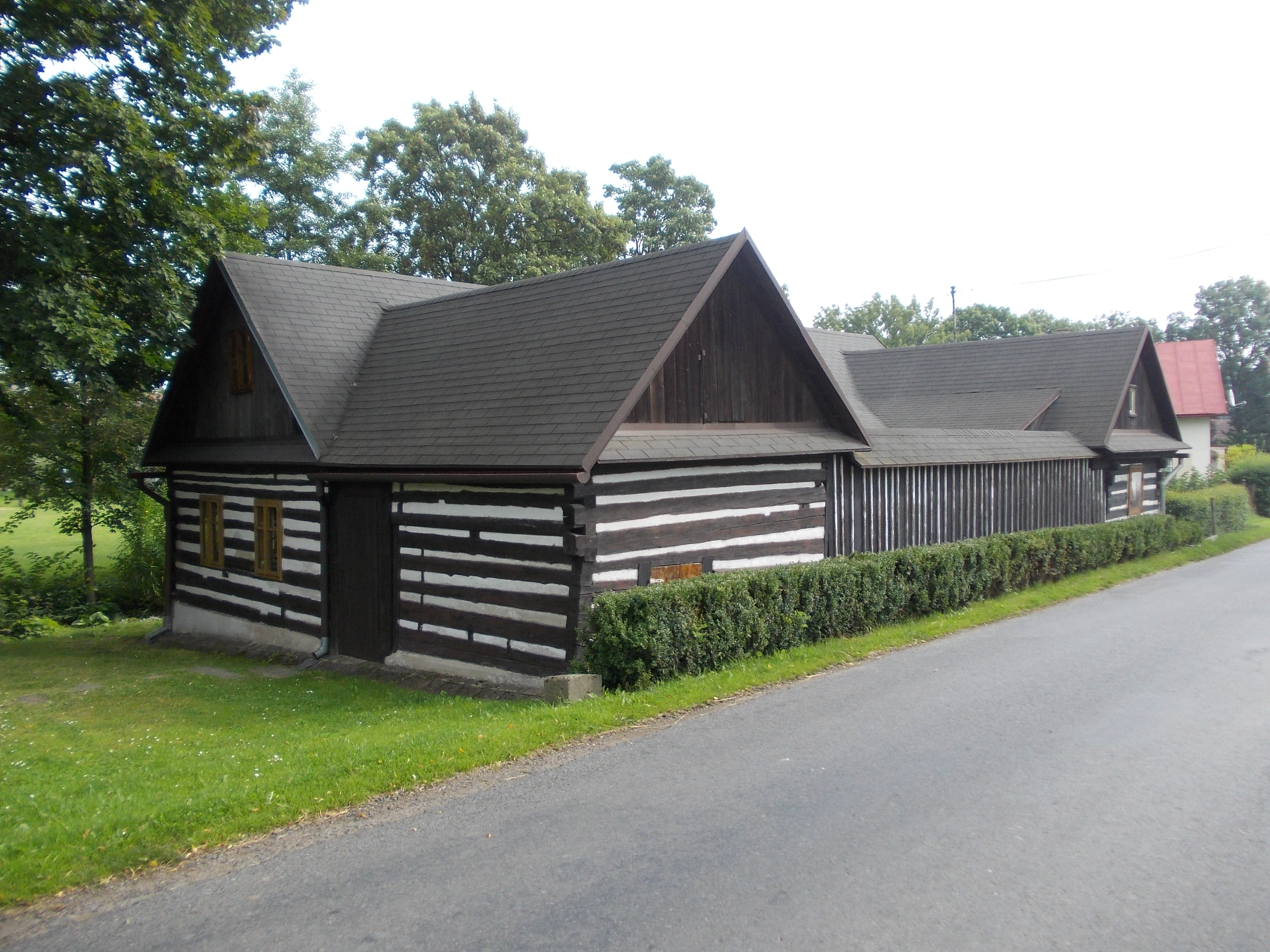
Architecture traditionnelle.
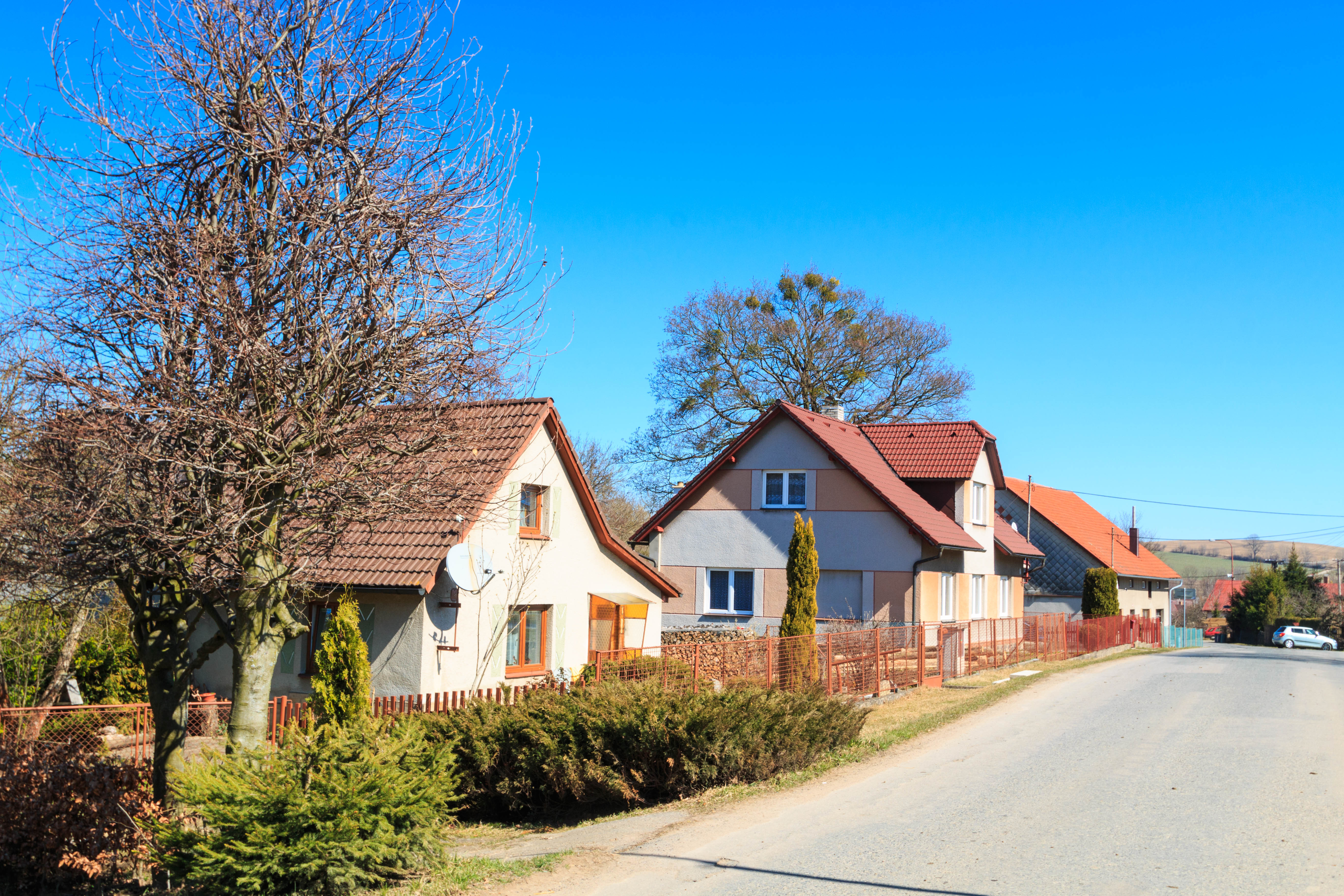
Une rue d'Oldřiš.

## Transports
Par la route, Oldřiš se trouve à 8,5 km de Polička, à 26 km de Svitavy, à 57 km de Pardubice et à 169 km de Prague. 